# Llista de topònims de Sant Boi de Llobregat
Llista de topònims (noms propis de lloc) del municipi de Sant Boi de Llobregat, al Baix Llobregat
Informació actualitzada per un bot. Els canvis manuals es perdran quan s'actualitzi!

## barri
| imatge | Nom                                | Ubicat a              | instància de | Detalls      | coordenades                                                                                 | Protecció                   | Commons (més fotos)                | Dades a WD                    |
| ------ | ---------------------------------- | --------------------- | ------------ | ------------ | ------------------------------------------------------------------------------------------- | --------------------------- | ---------------------------------- | ----------------------------- |
|        | Ciutat Cooperativa                 | Sant Boi de Llobregat | barri        |              | 41° 21′ 23″ N, 2° 01′ 57″ E / 41.356419°N,2.032611°E 30 msnm                                |                             | Ciutat Cooperativa                 | Modifica les dades a Wikidata |
|        | conjunt urbà del barri de Can Bori | Sant Boi de Llobregat | barri        | 18th century | 41° 20′ 47″ N, 2° 01′ 24″ E / 41.346431°N,2.023274°E ca:Ctra. de Sant Climent, 2-56 50 msnm | bé cultural d'interès local | Conjunt urbà del barri de Can Bori | Modifica les dades a Wikidata |

## carrer
| imatge | Nom                                  | Ubicat a              | instància de | Detalls                     | coordenades                                                                                                | Protecció                                  | Commons (més fotos)                                   | Dades a WD                    |
| ------ | ------------------------------------ | --------------------- | ------------ | --------------------------- | --- | ------------------------------------------ | ----------------------------------------------------- | ----------------------------- |
|        | Carrer Agramunt                      | Sant Boi de Llobregat | carrer       | Estil: arquitectura popular | 41° 20′ 49″ N, 2° 02′ 39″ E / 41.346916°N,2.044248°E                                                       | bé integrant del patrimoni cultural català | Conjunt carrer Agramunt 2-6                           | Modifica les dades a Wikidata |
|        | Carrer Alou                          | Sant Boi de Llobregat | carrer       | Estil: arquitectura popular | 41° 20′ 50″ N, 2° 02′ 36″ E / 41.347147°N,2.043441°E                                                       | bé integrant del patrimoni cultural català | Conjunt carrer Alou                                   | Modifica les dades a Wikidata |
|        | Carrer Palla                         | Sant Boi de Llobregat | carrer       | Estil: arquitectura popular | 41° 20′ 45″ N, 2° 02′ 23″ E / 41.345796°N,2.039611°E                                                       | bé integrant del patrimoni cultural català | Conjunt carrer Palla, 11-17                           | Modifica les dades a Wikidata |
|        | Conjunt urbà del carrer Major        | Sant Boi de Llobregat | carrer       | 15th century                | 41° 20′ 48″ N, 2° 02′ 30″ E / 41.346647°N,2.041684°E ca:C. Major - pl. Presas - c. Rutlla - pl. de la Vila | bé cultural d'interès local                | Conjunt urbà del carrer Major (Sant Boi de Llobregat) | Modifica les dades a Wikidata |
|        | Conjunt urbà del carrer Miquel       | Sant Boi de Llobregat | carrer       | 20th century                | 41° 20′ 43″ N, 2° 01′ 50″ E / 41.345227°N,2.030589°E ca:C. de Miquel                                       | bé cultural d'interès local                | Conjunt urbà del carrer Miquel                        | Modifica les dades a Wikidata |
|        | Conjunt urbà del carrer Pi i Margall | Sant Boi de Llobregat | carrer       | 20th century                | 41° 20′ 49″ N, 2° 02′ 03″ E / 41.34689°N,2.034215°E ca:C. Pi i Margall, 70-180 i 87-169                    | bé cultural d'interès local                | Conjunt urbà del carrer Pi i Margall                  | Modifica les dades a Wikidata |
|        | Conjunt urbà del carrer Raurich      | Sant Boi de Llobregat | carrer       | 19th century                | 41° 20′ 45″ N, 2° 02′ 01″ E / 41.345958°N,2.033536°E ca:C. Raurich                                         | bé cultural d'interès local                | Conjunt urbà del carrer Raurich                       | Modifica les dades a Wikidata |
|        | carrer del Pont                      | Sant Boi de Llobregat | carrer       | Estil: gòtic tardà          | 41° 20′ 49″ N, 2° 02′ 45″ E / 41.346903°N,2.045944°E                                                       | bé integrant del patrimoni cultural català | Conjunt del carrer del Pont                           | Modifica les dades a Wikidata |
|        | carrer del Vermell                   | Sant Boi de Llobregat | carrer       | Estil: arquitectura popular | 41° 20′ 50″ N, 2° 02′ 26″ E / 41.34714°N,2.040604°E                                                        | bé integrant del patrimoni cultural català | Conjunt carrer Vermell                                | Modifica les dades a Wikidata |
|        | conjunt urbà del carrer la Rapa      | Sant Boi de Llobregat | carrer       | 18th century                | 41° 20′ 44″ N, 2° 02′ 29″ E / 41.345455°N,2.041394°E ca:C. la Rapa 19 msnm                                 | bé cultural d'interès local                | Conjunt urbà del carrer la Rapa                       | Modifica les dades a Wikidata |

## casa
| imatge | Nom                                    | Ubicat a              | instància de | Detalls                                                                                              | coordenades                                                                                         | Protecció                                  | Commons (més fotos)                               | Dades a WD                    |
| ------ | -------------------------------------- | --------------------- | ------------ | --- | --------------------------------------------------------------------------------------------------- | ------------------------------------------ | ------------------------------------------------- | ----------------------------- |
|        | Ca l'Escardívol                        | Sant Boi de Llobregat | casa         | 20th century                                                                                         | 41° 20′ 52″ N, 2° 02′ 29″ E / 41.347881°N,2.041445°E ca:Rbla. Rafael de Casanova, 32-32 bis 13 msnm | bé cultural d'interès local                | Ca l'Escardívol                                   | Modifica les dades a Wikidata |
|        | Cal Drapaire                           | Sant Boi de Llobregat | casa         | Estil: arquitectura popular                                                                          | 41° 20′ 50″ N, 2° 02′ 46″ E / 41.347112°N,2.046015°E                                                | bé integrant del patrimoni cultural català | Cal Drapaire                                      | Modifica les dades a Wikidata |
|        | Cal Fisas                              | Sant Boi de Llobregat | casa         | Estil: arquitectura popular                                                                          | 41° 20′ 49″ N, 2° 02′ 43″ E / 41.346861°N,2.045285°E ca:Pont, 2-4                                   | bé integrant del patrimoni cultural català | Cal Fisas (Sant Boi de Llobregat)                 | Modifica les dades a Wikidata |
|        | Cal Forns                              | Sant Boi de Llobregat | casa         | Estil: arquitectura popular                                                                          | 41° 20′ 49″ N, 2° 02′ 38″ E / 41.346854°N,2.043917°E                                                | bé integrant del patrimoni cultural català | Cal Forns (Sant Boi de Llobregat)                 | Modifica les dades a Wikidata |
|        | Cal Garrofa                            | Sant Boi de Llobregat | casa         | Estil: arquitectura modernista 1900                                                                  | 41° 20′ 50″ N, 2° 02′ 15″ E / 41.34727085°N,2.0375347137°E ca:carrer Pi i Margall, 50               | bé integrant del patrimoni cultural català | Cal Garrofa (Sant Boi de Llobregat)               | Modifica les dades a Wikidata |
|        | Cal Jordana                            | Sant Boi de Llobregat | casa         | Estil: noucentisme                                                                                   | 41° 20′ 53″ N, 2° 02′ 18″ E / 41.34797614°N,2.03834474086°E                                         | bé integrant del patrimoni cultural català | Cal Jordana (Sant Boi de Llobregat)               | Modifica les dades a Wikidata |
|        | Cal Manelet                            | Sant Boi de Llobregat | casa         | Estil: arquitectura popular                                                                          | 41° 20′ 48″ N, 2° 02′ 40″ E / 41.346694°N,2.044376°E                                                | bé integrant del patrimoni cultural català | Cal Manelet (Sant Boi de Llobregat)               | Modifica les dades a Wikidata |
|        | Cal Nes                                | Sant Boi de Llobregat | casa         | 16th century                                                                                         | 41° 20′ 46″ N, 2° 02′ 43″ E / 41.346085°N,2.045331°E ca:C. Sant Pere, 6-8 27 msnm                   | bé cultural d'interès local                | Cal Nes                                           | Modifica les dades a Wikidata |
|        | Cal Pau Petit                          | Sant Boi de Llobregat | casa         | Estil: arquitectura popular                                                                          | 41° 20′ 48″ N, 2° 02′ 29″ E / 41.346755914°N,2.04125225°E                                           | bé integrant del patrimoni cultural català | Cal Pau Petit (Sant Boi de Llobregat)             | Modifica les dades a Wikidata |
|        | Cal Ribera                             | Sant Boi de Llobregat | casa         | Estil: arquitectura modernista noucentisme 20th century                                              | 41° 20′ 49″ N, 2° 01′ 44″ E / 41.346838°N,2.02896°E ca:C. Eusebi Güell, 89-91 35 msnm               | bé cultural d'interès local                | Cal Ribera (Sant Boi de Llobregat)                | Modifica les dades a Wikidata |
|        | Can Boneu                              | Sant Boi de Llobregat | casa         | 17th century                                                                                         | 41° 20′ 47″ N, 2° 02′ 29″ E / 41.346521°N,2.041273°E ca:C. Major, 55-57 13 msnm                     | bé cultural d'interès local                | Can Boneu                                         | Modifica les dades a Wikidata |
|        | Can Bori                               | Sant Boi de Llobregat | casa         | 17th century                                                                                         | 41° 20′ 47″ N, 2° 01′ 20″ E / 41.346441°N,2.022165°E ca:Ctra. de Sant Climent, 28 55 msnm           | bé cultural d'interès local                | Can Bori (Sant Boi de Llobregat)                  | Modifica les dades a Wikidata |
|        | Can Cisterna                           | Sant Boi de Llobregat | casa         | 18th century                                                                                         | 41° 20′ 38″ N, 2° 02′ 42″ E / 41.343857°N,2.045032°E ca:C. Sant Pere Més Alt, 43 30 msnm            | bé cultural d'interès local                | Can Cisterna                                      | Modifica les dades a Wikidata |
|        | Can Cílio                              | Sant Boi de Llobregat | casa         | Estil: historicisme arquitectònic                                                                    | 41° 20′ 47″ N, 2° 02′ 26″ E / 41.346408°N,2.040588°E ca:Major, 71                                   | bé integrant del patrimoni cultural català | Can Silio (Sant Boi de Llobregat)                 | Modifica les dades a Wikidata |
|        | Can Gratacós                           | Sant Boi de Llobregat | casa         | Estil: noucentisme 20th century                                                                      | 41° 20′ 49″ N, 2° 01′ 50″ E / 41.346905°N,2.03068°E ca:C. Pi i Margall, 182 26 msnm                 | bé cultural d'interès local                | Can Gratacós (Sant Boi de Llobregat)              | Modifica les dades a Wikidata |
|        | Can Mateu                              | Sant Boi de Llobregat | casa         | Estil: barroc                                                                                        | 41° 20′ 48″ N, 2° 02′ 27″ E / 41.346576°N,2.040957°E ca:Major, 60                                   | bé integrant del patrimoni cultural català | Can Mateu (Sant Boi de Llobregat)                 | Modifica les dades a Wikidata |
|        | Can Parés                              | Sant Boi de Llobregat | casa         | Estil: arquitectura modernista                                                                       | 41° 20′ 51″ N, 2° 02′ 34″ E / 41.34738361°N,2.04264163°E                                            | bé integrant del patrimoni cultural català | Can Parés (Sant Boi de Llobregat)                 | Modifica les dades a Wikidata |
|        | Can Puig                               | Sant Boi de Llobregat | casa         | | 41° 20′ 47″ N, 2° 02′ 25″ E / 41.346428°N,2.040234°E ca:Major, 72-76                                | bé cultural d'interès local                | Can Puig (Sant Boi de Llobregat)                  | Modifica les dades a Wikidata |
|        | Can Sabadell                           | Sant Boi de Llobregat | casa         | | 41° 20′ 46″ N, 2° 02′ 24″ E / 41.346218°N,2.039866°E                                                | bé integrant del patrimoni cultural català | Can Sabadell (Sant Boi de Llobregat)              | Modifica les dades a Wikidata |
|        | Can Torrents                           | Sant Boi de Llobregat | casa         | Estil: arquitectura gòtica                                                                           | 41° 20′ 51″ N, 2° 02′ 45″ E / 41.347375°N,2.0458°E ca:Hospital, 9                                   | bé integrant del patrimoni cultural català | Can Torrents (Sant Boi de Llobregat)              | Modifica les dades a Wikidata |
|        | Can Torres                             | Sant Boi de Llobregat | casa masia   | Estil: arquitectura popular                                                                          | 41° 20′ 48″ N, 2° 02′ 20″ E / 41.346586°N,2.038814°E                                                | bé integrant del patrimoni cultural català | Can Torres (Sant Boi de Llobregat)                | Modifica les dades a Wikidata |
|        | Casa Teresa Figueres                   | Sant Boi de Llobregat | casa         | Estil: arquitectura eclèctica 19th century                                                           | 41° 20′ 46″ N, 2° 02′ 00″ E / 41.345991°N,2.033223°E ca:C. Raurich, 30 19 msnm                      | bé cultural d'interès local                | Casa Teresa Figueres                              | Modifica les dades a Wikidata |
|        | Teatre Cal Ninyo                       | Sant Boi de Llobregat | casa         | Arquitecte: Xavier Fabré i Carreras Lluís Dilmé i Romagós Estil: arquitectura eclèctica 19th century | 41° 20′ 48″ N, 2° 02′ 30″ E / 41.34665°N,2.04169722°E ca:C. Major, 43 13 msnm                       | bé cultural d'interès local                | Cal Ninyo                                         | Modifica les dades a Wikidata |
|        | Torre Figueres                         | Sant Boi de Llobregat | casa         | Estil: arquitectura eclèctica 19th century                                                           | 41° 20′ 30″ N, 2° 02′ 16″ E / 41.341629°N,2.037894°E ca:C. Pau Claris, 14 13 msnm                   | bé cultural d'interès local                | Torre Figueres (Sant Boi de Llobregat)            | Modifica les dades a Wikidata |
|        | Villa Rosita                           | Sant Boi de Llobregat | casa         | Estil: arquitectura modernista                                                                       | 41° 20′ 45″ N, 2° 02′ 43″ E / 41.345727°N,2.045284°E                                                | bé integrant del patrimoni cultural català | Vil·la Rosita (Sant Boi de Llobregat)             | Modifica les dades a Wikidata |
|        | can Rovell                             | Sant Boi de Llobregat | casa         | Estil: arquitectura eclèctica 19th century                                                           | 41° 20′ 48″ N, 2° 02′ 19″ E / 41.346534°N,2.038598°E ca:C. Lluís Castells, 10 16 msnm               | bé integrant del patrimoni cultural català | Can Rovell                                        | Modifica les dades a Wikidata |
|        | casa d'Extremadura                     | Sant Boi de Llobregat | casa         | Estil: arquitectura eclèctica                                                                        | 41° 20′ 49″ N, 2° 02′ 27″ E / 41.346903°N,2.040804°E                                                | bé cultural d'interès local                | Casa d'Extremadura (Sant Boi de Llobregat)        | Modifica les dades a Wikidata |
|        | casa del Doctor Net                    | Sant Boi de Llobregat | casa         | Estil: arquitectura eclèctica                                                                        | 41° 20′ 51″ N, 2° 02′ 27″ E / 41.347405°N,2.040934°E                                                | bé integrant del patrimoni cultural català | Casa del Doctor Net                               | Modifica les dades a Wikidata |
|        | habitatge al carrer Lluís Castells, 65 | Sant Boi de Llobregat | casa         | Estil: arquitectura eclèctica                                                                        | 41° 20′ 46″ N, 2° 02′ 10″ E / 41.346133°N,2.036003°E                                                | bé integrant del patrimoni cultural català | Carrer Lluís Castells, 65 (Sant Boi de Llobregat) | Modifica les dades a Wikidata |
|        | habitatge al carrer Major, 49          | Sant Boi de Llobregat | casa         | Estil: arquitectura modernista                                                                       | 41° 20′ 48″ N, 2° 02′ 29″ E / 41.34657°N,2.041461°E ca:Major, 49                                    | bé integrant del patrimoni cultural català | Habitatge al carrer Major, 49                     | Modifica les dades a Wikidata |
|        | habitatge al carrer Major, 62          | Sant Boi de Llobregat | casa         | Estil: arquitectura modernista                                                                       | 41° 20′ 48″ N, 2° 02′ 27″ E / 41.346558°N,2.040906°E                                                | bé integrant del patrimoni cultural català | Carrer Major 62 (Sant Boi de Llobregat)           | Modifica les dades a Wikidata |
|        | habitatge al carrer Pi i Margall, 52   | Sant Boi de Llobregat | casa         | Estil: arquitectura modernista                                                                       | 41° 20′ 50″ N, 2° 02′ 15″ E / 41.347297°N,2.037391°E                                                | bé integrant del patrimoni cultural català | Carrer Pi i Margall 52 (Sant Boi de Llobregat)    | Modifica les dades a Wikidata |
|        | la Torre del Sol                       | Sant Boi de Llobregat | casa         | Estil: arquitectura eclèctica                                                                        | 41° 20′ 46″ N, 2° 02′ 32″ E / 41.34617°N,2.04231°E ca:Joan Bardina, 29                              | bé integrant del patrimoni cultural català | La Torre del Sol (Sant Boi de Llobregat)          | Modifica les dades a Wikidata |

## edifici
| imatge | Nom                                                        | Ubicat a              | instància de                | Detalls | coordenades                                                                                       | Protecció                                  | Commons (més fotos)                                        | Dades a WD                    |
| ------ | ---------------------------------------------------------- | --------------------- | --------------------------- | --- | ------------------------------------------------------------------------------------------------- | ------------------------------------------ | ---------------------------------------------------------- | ----------------------------- |
|        | Ambulatori                                                 | Sant Boi de Llobregat | edifici                     | Estil: historicisme arquitectònic 19th century                                                                   | 41° 21′ 00″ N, 2° 02′ 18″ E / 41.34989°N,2.038252°E ca:C. Doctor Antoni Pujadas, 38 13 msnm       | bé cultural d'interès local                | Ambulatori (Sant Boi de Llobregat)                         | Modifica les dades a Wikidata |
|        | Biblioteca Municipal - Can Castells                        | Sant Boi de Llobregat | edifici                     | Estil: arquitectura eclèctica                                                                                    | 41° 20′ 48″ N, 2° 02′ 18″ E / 41.346545963°N,2.0382428169°E ca:Lluís Castells, 16                 | bé integrant del patrimoni cultural català | Can Castells (Sant Boi de Llobregat)                       | Modifica les dades a Wikidata |
|        | Cal Gallina                                                | Sant Boi de Llobregat | edifici masia               | | 41° 19′ 52″ N, 2° 03′ 37″ E / 41.331169818131°N,2.06028535815904°E                                |                                            |                                                            | Modifica les dades a Wikidata |
|        | Cambra Agrària                                             | Sant Boi de Llobregat | edifici                     | Arquitecte: Antoni Pascual i Carretero Francesc Berenguer i Bellvehí Estil: arquitectura modernista 19th century | 41° 20′ 38″ N, 2° 02′ 21″ E / 41.34379°N,2.039267°E ca:Carrer Lluís Pasqual Roca 6-8 26 msnm      | bé integrant del patrimoni cultural català | Cambra Agrària (Sant Boi de Llobregat)                     | Modifica les dades a Wikidata |
|        | Can Massallera                                             | Sant Boi de Llobregat | edifici                     | Arquitecte: Francesc Berenguer i Bellvehí Estil: arquitectura modernista 1921                                    | 41° 20′ 32″ N, 2° 02′ 35″ E / 41.342314°N,2.042937°E ca:carrer Mallorca, 30                       | bé integrant del patrimoni cultural català | Can Massallera (Sant Boi de Llobregat)                     | Modifica les dades a Wikidata |
|        | Centre Parroquial                                          | Sant Boi de Llobregat | edifici                     | Estil: arquitectura eclèctica                                                                                    | 41° 20′ 48″ N, 2° 02′ 42″ E / 41.346780555556°N,2.0450472222222°E ca:Plaça Constitució, 2 25 msnm | bé integrant del patrimoni cultural català | Centre Parroquial (Sant Boi de Llobregat)                  | Modifica les dades a Wikidata |
|        | Conjunt Psiquiàtric                                        | Sant Boi de Llobregat | edifici                     | | 41° 21′ 03″ N, 2° 02′ 14″ E / 41.350872°N,2.037143°E                                              | bé integrant del patrimoni cultural català | Hospital psiquiàtric (Sant Boi de Llobregat)               | Modifica les dades a Wikidata |
|        | Escola pública Antoni Tàpies                               | Sant Boi de Llobregat | edifici                     | 20th century | 41° 20′ 32″ N, 2° 02′ 15″ E / 41.342119°N,2.037473°E ca:C. Pau Claris, 6-8 35 msnm                | bé cultural d'interès local                | Escola pública Antoni Tàpies                               | Modifica les dades a Wikidata |
|        | Fàbrica Dubler                                             | Sant Boi de Llobregat | edifici                     | | 41° 19′ 31″ N, 2° 02′ 20″ E / 41.325196°N,2.039004°E                                              | bé cultural d'interès local                |                                                            | Modifica les dades a Wikidata |
|        | Hotel Restaurant El Castell                                | Sant Boi de Llobregat | edifici                     | | 41° 20′ 42″ N, 2° 02′ 39″ E / 41.344911°N,2.044234°E ca:C. Castell, 1 55 msnm                     | bé cultural d'interès local                | Hotel Restaurant El Castell                                | Modifica les dades a Wikidata |
|        | Llar de Sant Josep                                         | Sant Boi de Llobregat | edifici                     | Estil: arquitectura modernista 20th century                                                                      | 41° 20′ 43″ N, 2° 01′ 58″ E / 41.345198°N,2.032739°E ca:C. Riera Basté, 48 21 msnm                | bé cultural d'interès local                | Llar de Sant Josep                                         | Modifica les dades a Wikidata |
|        | Palau Marianao                                             | Sant Boi de Llobregat | edifici edifici residencial | Estil: historicisme arquitectònic                                                                                | 41° 21′ 10″ N, 2° 01′ 22″ E / 41.352683333333°N,2.0228027777778°E ca:Tarongers, s/n. 56 msnm      | bé integrant del patrimoni cultural català | Palau Marianao                                             | Modifica les dades a Wikidata |
|        | Pavelló Sant Rafael de l'Hospital Psiquiàtric Femení       | Sant Boi de Llobregat | edifici                     | Estil: noucentisme 20th century                                                                                  | 41° 21′ 02″ N, 2° 02′ 12″ E / 41.35061°N,2.036668°E ca:C. Sant Benito Menni 24 msnm               | bé cultural d'interès local                | Pavelló Sant Rafael de l'Hospital Psiquiàtric Femení       | Modifica les dades a Wikidata |
|        | Pavelló de la Immaculada de l'Hospital Psiquiàtric Masculí | Sant Boi de Llobregat | edifici                     | 20th century | 41° 21′ 03″ N, 2° 02′ 14″ E / 41.35077°N,2.0372°E ca:C. Doctor Antoni Pujadas, 40 16 msnm         | bé cultural d'interès local                | Pavelló de la Immaculada de l'Hospital Psiquiàtric Masculí | Modifica les dades a Wikidata |
|        | escola pública Benviure                                    | Sant Boi de Llobregat | edifici                     | Estil: arquitectura eclèctica 19th century                                                                       | 41° 20′ 45″ N, 2° 01′ 20″ E / 41.345914°N,2.022208°E ca:C. Can Paulet, 1 50 msnm                  | bé cultural d'interès local                | Escola pública Benviure                                    | Modifica les dades a Wikidata |
|        | la Miranda                                                 | Sant Boi de Llobregat | edifici                     | Estil: arquitectura modernista arquitectura eclèctica 19th century                                               | 41° 21′ 10″ N, 2° 01′ 16″ E / 41.352844°N,2.021055°E ca:Pl. de la Miranda 73 msnm                 | bé cultural d'interès local                | La Miranda (Sant Boi de Llobregat)                         | Modifica les dades a Wikidata |
|        | pavelló de caça                                            | Sant Boi de Llobregat | edifici                     | 19th century | 41° 20′ 43″ N, 2° 01′ 03″ E / 41.345211°N,2.01749°E ca:Camí de Sant Ramon 95 msnm                 | bé cultural d'interès local                | Pavelló de caça                                            | Modifica les dades a Wikidata |

## església
| imatge | Nom                                                               | Ubicat a                                                   | instància de                      | Detalls                                          | coordenades                                                                                         | Protecció                                  | Commons (més fotos)                                               | Dades a WD                    |
| ------ | ----------------------------------------------------------------- | ---------------------------------------------------------- | --------------------------------- | ------------------------------------------------ | --------------------------------------------------------------------------------------------------- | ------------------------------------------ | ----------------------------------------------------------------- | ----------------------------- |
|        | Mare de Déu de Montserrat                                         | Sant Boi de Llobregat                                      | església                          |                                                  | 41° 20′ 19″ N, 2° 02′ 36″ E / 41.338603°N,2.043281°E                                                |                                            |                                                                   | Modifica les dades a Wikidata |
|        | Sant Baldiri de Llobregat                                         | Sant Boi de Llobregat                                      | església                          | Estil: arquitectura barroca                      | 41° 20′ 48″ N, 2° 02′ 43″ E / 41.34654444°N,2.04523056°E ca:Plaça de mossèn Jaume Oliveras          | bé integrant del patrimoni cultural català | Església de Sant Baldiri (Sant Boi de Llobregat)                  | Modifica les dades a Wikidata |
|        | Sant Josep Obrer                                                  | Sant Boi de Llobregat                                      | església                          |                                                  | 41° 20′ 10″ N, 2° 02′ 01″ E / 41.336198°N,2.033564°E                                                |                                            |                                                                   | Modifica les dades a Wikidata |
|        | ermita de Sant Ramon                                              | Sant Boi de Llobregat Viladecans Sant Climent de Llobregat | església                          | Estil: historicisme arquitectònic                | 41° 20′ 16″ N, 2° 00′ 39″ E / 41.337733°N,2.010792°E ca:Camí de Sant Ramon                          | bé integrant del patrimoni cultural català | Ermita de Sant Ramon (Sant Boi de Llobregat)                      | Modifica les dades a Wikidata |
|        | església Mare de Déu dels Dolors de l'Hospital Psiquiàtric Femení | Sant Boi de Llobregat                                      | església                          | Estil: arquitectura del Renaixement 16th century | 41° 21′ 03″ N, 2° 02′ 10″ E / 41.350845°N,2.03611°E ca:C. Sant Benito Menni 21 msnm                 | bé cultural d'interès local                | Església Mare de Déu dels Dolors de l'Hospital Psiquiàtric Femení | Modifica les dades a Wikidata |
|        | església de Sant Antoni Maria Claret                              | Sant Boi de Llobregat                                      | església edifici religiós         |                                                  | 41° 21′ 03″ N, 2° 01′ 37″ E / 41.3508186340332°N,2.0269150733947754°E ca:Ronda de Sant Ramon, 66-68 |                                            |                                                                   | Modifica les dades a Wikidata |
|        | església de Sant Pere Apòstol                                     | Sant Boi de Llobregat                                      | església edifici religiós         |                                                  | 41° 21′ 26″ N, 2° 01′ 47″ E / 41.35736083984375°N,2.029858112335205°E ca:Pau Casals, 9              |                                            |                                                                   | Modifica les dades a Wikidata |
|        | església de l'Hospital Psiquiàtric Masculí                        | Sant Boi de Llobregat                                      | església edifici històric capella | Estil: historicisme arquitectònic 20th century   | 41° 21′ 04″ N, 2° 02′ 11″ E / 41.350976°N,2.036481°E ca:C. Sant Benito Menni 22 msnm                | bé cultural d'interès local                | Església de l'Hospital Psiquiàtric Masculí                        | Modifica les dades a Wikidata |

## estació de metro
| imatge | Nom                            | Ubicat a              | instància de     | Detalls                                  | coordenades                                                       | Protecció | Commons (més fotos)                       | Dades a WD                    |
| ------ | ------------------------------ | --------------------- | ---------------- | ---------------------------------------- | ----------------------------------------------------------------- | --------- | ----------------------------------------- | ----------------------------- |
|        | Estació de Sant Boi            | Sant Boi de Llobregat | estació de metro | 1912 Anomenat per: Sant Boi de Llobregat | 41° 20′ 53″ N, 2° 02′ 36″ E / 41.348133333333°N,2.0432194444444°E |           | Sant Boi train station                    | Modifica les dades a Wikidata |
|        | Molí Nou \| Ciutat Cooperativa | Sant Boi de Llobregat | estació de metro | 2000                                     | 41° 21′ 28″ N, 2° 02′ 04″ E / 41.357778°N,2.034444°E              |           | Molí Nou-Ciutat Cooperativa train station | Modifica les dades a Wikidata |

## masia
| imatge | Nom                   | Ubicat a                                   | instància de | Detalls                             | coordenades                                                                                  | Protecció                                  | Commons (més fotos)                   | Dades a WD                    |
| ------ | --------------------- | ------------------------------------------ | ------------ | ----------------------------------- | -------------------------------------------------------------------------------------------- | ------------------------------------------ | ------------------------------------- | ----------------------------- |
|        | Ca l'Hortènsia        | Sant Boi de Llobregat                      | masia        | Estil: historicisme arquitectònic   | 41° 19′ 54″ N, 2° 03′ 34″ E / 41.331778°N,2.059525°E                                         | bé integrant del patrimoni cultural català | Can Jover (Sant Boi de Llobregat)     | Modifica les dades a Wikidata |
|        | Ca l'Inglada          | Sant Boi de Llobregat                      | masia        |                                     | 41° 18′ 54″ N, 2° 03′ 42″ E / 41.314949134702°N,2.0616294664701°E                            |                                            |                                       | Modifica les dades a Wikidata |
|        | Ca la Francesa        | Sant Boi de Llobregat                      | masia        |                                     | 41° 19′ 23″ N, 2° 03′ 50″ E / 41.323035°N,2.06397°E                                          |                                            | Ca la Francesa                        | Modifica les dades a Wikidata |
|        | Ca la Rosa            | Sant Boi de Llobregat                      | masia        |                                     | 41° 19′ 27″ N, 2° 03′ 28″ E / 41.3242233007053°N,2.05787589610379°E                          |                                            | Ca la Rosa                            | Modifica les dades a Wikidata |
|        | Cal Bonic             | Sant Boi de Llobregat                      | masia        |                                     | 41° 19′ 48″ N, 2° 03′ 52″ E / 41.33000112691581°N,2.064571380615235°E                        |                                            | Cal Bonic (Sant Boi de Llobregat)     | Modifica les dades a Wikidata |
|        | Cal Cerdà             | Sant Boi de Llobregat                      | masia        |                                     | 41° 19′ 39″ N, 2° 03′ 49″ E / 41.3273872330853°N,2.06367362554103°E                          |                                            | Cal Cerdà                             | Modifica les dades a Wikidata |
|        | Cal Càntir            | Sant Boi de Llobregat                      | masia        |                                     | 41° 18′ 55″ N, 2° 03′ 19″ E / 41.3152940219117°N,2.05534024278706°E                          |                                            |                                       | Modifica les dades a Wikidata |
|        | Cal Florenci          | Sant Boi de Llobregat                      | masia        |                                     | 41° 19′ 19″ N, 2° 03′ 37″ E / 41.3219820046318°N,2.06027398550281°E                          |                                            | Cal Florenci                          | Modifica les dades a Wikidata |
|        | Cal Font              | Sant Boi de Llobregat                      | masia        | Estil: arquitectura popular         | 41° 19′ 36″ N, 2° 03′ 58″ E / 41.326666°N,2.066181°E                                         | bé integrant del patrimoni cultural català | Cal Sanç                              | Modifica les dades a Wikidata |
|        | Cal Francès           | Sant Boi de Llobregat                      | masia        |                                     | 41° 18′ 54″ N, 2° 03′ 00″ E / 41.3149179157391°N,2.05013668375245°E                          |                                            |                                       | Modifica les dades a Wikidata |
|        | Cal Fraret            | Sant Boi de Llobregat                      | masia        | Estil: arquitectura gòtica          | 41° 20′ 48″ N, 2° 02′ 26″ E / 41.346547°N,2.040535°E ca:Major, 70                            | bé integrant del patrimoni cultural català | Cal Fraret (Sant Boi de Llobregat)    | Modifica les dades a Wikidata |
|        | Cal Gaietano          | Sant Boi de Llobregat                      | masia        |                                     | 41° 19′ 50″ N, 2° 04′ 04″ E / 41.3305270755573°N,2.0676438946439°E                           |                                            | Cal Gaietano                          | Modifica les dades a Wikidata |
|        | Cal Iago              | Sant Boi de Llobregat                      | masia        |                                     | 41° 20′ 25″ N, 2° 04′ 34″ E / 41.3403768782908°N,2.07602511163656°E                          |                                            | Cal Iago                              | Modifica les dades a Wikidata |
|        | Cal Joan del Carro    | Sant Boi de Llobregat el Prat de Llobregat | masia        |                                     | 41° 19′ 56″ N, 2° 04′ 21″ E / 41.33213889°N,2.07255556°E                                     |                                            |                                       | Modifica les dades a Wikidata |
|        | Cal Maurici           | Sant Boi de Llobregat                      | masia        | Estil: arquitectura popular         | 41° 20′ 18″ N, 2° 03′ 20″ E / 41.338216°N,2.055637°E                                         | bé integrant del patrimoni cultural català | Cal Maurici (Sant Boi de Llobregat)   | Modifica les dades a Wikidata |
|        | Cal Missaire          | Sant Boi de Llobregat                      | masia        |                                     | 41° 19′ 01″ N, 2° 03′ 18″ E / 41.3169475921584°N,2.05487430522019°E                          |                                            |                                       | Modifica les dades a Wikidata |
|        | Cal Nani              | Sant Boi de Llobregat                      | masia        |                                     | 41° 19′ 57″ N, 2° 03′ 49″ E / 41.3324029874882°N,2.06349424956284°E                          |                                            | Cal Nani (Sant Boi de Llobregat)      | Modifica les dades a Wikidata |
|        | Cal Nap               | Sant Boi de Llobregat                      | masia        |                                     |                                                                                              | bé cultural d'interès local                |                                       | Modifica les dades a Wikidata |
|        | Cal Notari            | Sant Boi de Llobregat                      | masia        |                                     | 41° 19′ 07″ N, 2° 03′ 09″ E / 41.3186038465914°N,2.05254443254329°E                          |                                            |                                       | Modifica les dades a Wikidata |
|        | Cal Pastera           | Sant Boi de Llobregat                      | masia        |                                     | 41° 20′ 22″ N, 2° 04′ 09″ E / 41.339393446701°N,2.06911897467496°E                           |                                            | Cal Pastera                           | Modifica les dades a Wikidata |
|        | Cal Pau Gros          | Sant Boi de Llobregat                      | masia        |                                     | 41° 19′ 27″ N, 2° 04′ 01″ E / 41.3242428433746°N,2.06690900680534°E                          |                                            |                                       | Modifica les dades a Wikidata |
|        | Cal Pelut             | Sant Boi de Llobregat                      | masia        |                                     | 41° 19′ 44″ N, 2° 03′ 47″ E / 41.3289124092527°N,2.06292285109075°E                          |                                            | Cal Pelut                             | Modifica les dades a Wikidata |
|        | Cal Penyasco          | Sant Boi de Llobregat                      | masia        | Estil: arquitectura eclèctica       | 41° 20′ 24″ N, 2° 03′ 14″ E / 41.339883°N,2.053981°E ca:Camí de Cal Penyasco                 | bé integrant del patrimoni cultural català | Cal Penyasco                          | Modifica les dades a Wikidata |
|        | Cal Pinques           | Sant Boi de Llobregat                      | masia        |                                     | 41° 20′ 26″ N, 2° 04′ 05″ E / 41.3404304652316°N,2.06814805540587°E                          |                                            | Cal Pinques                           | Modifica les dades a Wikidata |
|        | Cal Preciós           | Sant Boi de Llobregat                      | masia        |                                     | 41° 20′ 04″ N, 2° 04′ 06″ E / 41.3343874799956°N,2.06828199195231°E                          |                                            | Cal Preciós                           | Modifica les dades a Wikidata |
|        | Cal Sanz              | Sant Boi de Llobregat                      | masia        |                                     | 41° 18′ 14″ N, 2° 03′ 04″ E / 41.3039360769221°N,2.05103667878394°E                          |                                            |                                       | Modifica les dades a Wikidata |
|        | Cal Tombarella        | Sant Boi de Llobregat                      | masia        |                                     | 41° 20′ 16″ N, 2° 03′ 29″ E / 41.3376811628909°N,2.05794490600633°E 9 msnm                   |                                            | Cal Tombarella                        | Modifica les dades a Wikidata |
|        | Cal Traginer          | Sant Boi de Llobregat                      | masia        |                                     | 41° 19′ 19″ N, 2° 03′ 57″ E / 41.3219469463833°N,2.06592613549077°E                          |                                            |                                       | Modifica les dades a Wikidata |
|        | Cal Xic del Parellada | Sant Boi de Llobregat                      | masia        |                                     | 41° 20′ 17″ N, 2° 04′ 04″ E / 41.338006737949°N,2.0678657040508°E                            |                                            | Cal Xic del Parellada                 | Modifica les dades a Wikidata |
|        | Can Balanyà           | Sant Boi de Llobregat                      | masia        | Estil: arquitectura barroca         | 41° 18′ 15″ N, 2° 03′ 09″ E / 41.304049°N,2.052487°E ca:Crtra. del Prat a Viladecans         | bé cultural d'interès local                |                                       | Modifica les dades a Wikidata |
|        | Can Barraquer         | Sant Boi de Llobregat                      | masia        | Estil: arquitectura del Renaixement | 41° 20′ 49″ N, 2° 02′ 45″ E / 41.346953°N,2.045728°E ca:Pont, 5                              | bé integrant del patrimoni cultural català | Cal Barraquer (Sant Boi de Llobregat) | Modifica les dades a Wikidata |
|        | Can Carreres          | Sant Boi de Llobregat                      | masia        |                                     | 41° 20′ 54″ N, 2° 01′ 01″ E / 41.3483626604019°N,2.01685078365403°E                          |                                            |                                       | Modifica les dades a Wikidata |
|        | Can Castellet         | Sant Boi de Llobregat                      | masia        | 19th century                        | 41° 20′ 44″ N, 2° 02′ 26″ E / 41.345652°N,2.04063°E ca:C. Jaume I, 24 21 msnm                | bé cultural d'interès local                | Can Castellet                         | Modifica les dades a Wikidata |
|        | Can Fises             | Sant Boi de Llobregat                      | masia        |                                     | 41° 20′ 48″ N, 2° 02′ 44″ E / 41.3466766632513°N,2.04555144101755°E                          |                                            |                                       | Modifica les dades a Wikidata |
|        | Can Julià             | Sant Boi de Llobregat                      | masia        | Estil: arquitectura popular         | 41° 20′ 39″ N, 2° 02′ 45″ E / 41.344209°N,2.045895°E ca:Bonaventura Calopa, 26               | bé integrant del patrimoni cultural català | Can Julià (Sant Boi de Llobregat)     | Modifica les dades a Wikidata |
|        | Can Paulet            | Sant Boi de Llobregat                      | masia        |                                     | 41° 20′ 35″ N, 2° 01′ 05″ E / 41.3430131562679°N,2.01801891789721°E                          |                                            |                                       | Modifica les dades a Wikidata |
|        | Can Pica-sal          | Sant Boi de Llobregat                      | masia        |                                     | 41° 20′ 08″ N, 2° 03′ 41″ E / 41.3354924170756°N,2.06126296613893°E                          |                                            | Cal Pica-sal                          | Modifica les dades a Wikidata |
|        | Can Pinyol            | Sant Boi de Llobregat                      | masia        |                                     | 41° 20′ 48″ N, 2° 01′ 48″ E / 41.346621°N,2.029982°E                                         | bé cultural d'interès local                |                                       | Modifica les dades a Wikidata |
|        | Can Ros del Llor      | Sant Boi de Llobregat                      | masia        | 17th century                        | 41° 21′ 27″ N, 2° 01′ 19″ E / 41.357524°N,2.021959°E ca:Camí de Can Salgado 55 msnm          | bé cultural d'interès local                | Can Ros del Llor                      | Modifica les dades a Wikidata |
|        | Caseta del Melcior    | Sant Boi de Llobregat                      | masia        |                                     | 41° 20′ 14″ N, 2° 03′ 41″ E / 41.3371421659804°N,2.06143049789419°E                          |                                            |                                       | Modifica les dades a Wikidata |
|        | Mas Andreu            | Sant Boi de Llobregat                      | masia        |                                     | 41° 19′ 50″ N, 2° 03′ 24″ E / 41.3304200625732°N,2.056653499603272°E                         |                                            | Mas Andreu                            | Modifica les dades a Wikidata |
|        | Mas Carbonell         | Sant Boi de Llobregat                      | masia        |                                     | 41° 19′ 10″ N, 2° 02′ 45″ E / 41.3195022779924°N,2.04572102621068°E                          |                                            |                                       | Modifica les dades a Wikidata |
|        | Mas Llopis            | Sant Boi de Llobregat                      | masia        |                                     | 41° 20′ 04″ N, 2° 03′ 51″ E / 41.3345157599286°N,2.06410933090337°E                          |                                            | Mas Llopis                            | Modifica les dades a Wikidata |
|        | Mas Pineda            | Sant Boi de Llobregat                      | masia        | Estil: arquitectura modernista      | 41° 19′ 42″ N, 2° 03′ 40″ E / 41.328333333333°N,2.0611111111111°E ca:Camí de Cal Morrongo 19 | bé integrant del patrimoni cultural català | Mas Pineda                            | Modifica les dades a Wikidata |
|        | Vil·la Supor          | Sant Boi de Llobregat                      | masia        |                                     | 41° 20′ 08″ N, 2° 01′ 19″ E / 41.3354250984846°N,2.02181379375252°E                          |                                            |                                       | Modifica les dades a Wikidata |
|        | el Llor               | Sant Boi de Llobregat                      | masia        |                                     | 41° 21′ 09″ N, 2° 00′ 46″ E / 41.352523°N,2.012731°E                                         | bé cultural d'interès local                | Torre de Llor (Sant Boi de Llobregat) | Modifica les dades a Wikidata |
|        | l'Hostal de la Rosa   | Sant Boi de Llobregat                      | masia        |                                     | 41° 20′ 14″ N, 2° 04′ 26″ E / 41.3373237147722°N,2.07383336665522°E                          |                                            | L'Hostal de la Rosa                   | Modifica les dades a Wikidata |
|        | la Casa Groga         | Sant Boi de Llobregat                      | masia        |                                     | 41° 18′ 31″ N, 2° 03′ 38″ E / 41.3087153852737°N,2.06046451973294°E                          |                                            |                                       | Modifica les dades a Wikidata |

## monument
| imatge | Nom                                      | Ubicat a              | instància de | Detalls | coordenades | Protecció | Commons (més fotos) | Dades a WD                    |
| ------ | ---------------------------------------- | --------------------- | ------------ | ------- | --- | --------- | ------------------- | ----------------------------- |
|        | Escultura Confluències                   | Sant Boi de Llobregat | monument     |         | 41° 20′ 54″ N, 2° 02′ 15″ E / 41.3482666015625°N,2.0374419689178467°E ca:Plaça Pallars Sobirà                               |           |                     | Modifica les dades a Wikidata |
|        | Escultura Deessa de l'Aigua              | Sant Boi de Llobregat | monument     |         | 41° 20′ 28″ N, 2° 02′ 13″ E / 41.34104919433594°N,2.036947965621948°E ca:Parc de la Muntanyeta. Amfiteatre                  |           |                     | Modifica les dades a Wikidata |
|        | Escultura Dinàmica del crit              | Sant Boi de Llobregat | monument     |         | 41° 21′ 28″ N, 2° 01′ 53″ E / 41.357643127441406°N,2.0314600467681885°E ca:Eduard Toldrà                                    |           |                     | Modifica les dades a Wikidata |
|        | Escultura a Gaudí                        | Sant Boi de Llobregat | monument     |         | 41° 21′ 14″ N, 2° 01′ 38″ E / 41.35393142700195°N,2.027224063873291°E ca:Carrer Pablo Picasso, 73                           |           |                     | Modifica les dades a Wikidata |
|        | Escultura en homenatge al doctor Morales | Sant Boi de Llobregat | monument     |         | 41° 21′ 15″ N, 2° 01′ 52″ E / 41.3542594909668°N,2.0310020446777344°E ca:Camí vell de la Colònia                            |           |                     | Modifica les dades a Wikidata |
|        | Homenatge a la dona treballadora         | Sant Boi de Llobregat | monument     |         | 41° 21′ 27″ N, 2° 01′ 56″ E / 41.35737609863281°N,2.032093048095703°E ca:Plaça Ciutat Cooperativa                           |           |                     | Modifica les dades a Wikidata |
|        | La Puntaire                              | Sant Boi de Llobregat | monument     |         | 41° 20′ 51″ N, 2° 02′ 32″ E / 41.3474006652832°N,2.042357921600342°E ca:Rambla Rafael Casanova, prop de la plaça de la Vila |           |                     | Modifica les dades a Wikidata |
|        | Monument Homenatge a Gaudí               | Sant Boi de Llobregat | monument     |         | 41° 21′ 26″ N, 2° 01′ 49″ E / 41.35715103149414°N,2.030334949493408°E ca:Pau Casals / Pg. de les Cultures                   |           |                     | Modifica les dades a Wikidata |
|        | Monument als Gegants                     | Sant Boi de Llobregat | monument     |         | 41° 19′ 59″ N, 2° 02′ 35″ E / 41.33294296264648°N,2.0431439876556396°E ca:Plaça del Llobregat                               |           |                     | Modifica les dades a Wikidata |

## nucli de població
| imatge | Nom          | Ubicat a              | instància de      | Detalls                             | coordenades                                                         | Protecció | Commons (més fotos)             | Dades a WD                    |
| ------ | ------------ | --------------------- | ----------------- | ----------------------------------- | ------------------------------------------------------------------- | --------- | ------------------------------- | ----------------------------- |
|        | Camps Blancs | Sant Boi de Llobregat | nucli de població |                                     | 41° 20′ 15″ N, 2° 01′ 55″ E / 41.33751°N,2.03191°E                  |           |                                 | Modifica les dades a Wikidata |
|        | Casablanca   | Sant Boi de Llobregat | nucli de població |                                     | 41° 19′ 55″ N, 2° 02′ 31″ E / 41.3318830195787°N,2.04190746220886°E |           |                                 | Modifica les dades a Wikidata |
|        | Marianao     | Sant Boi de Llobregat | nucli de població | Anomenat per: Marquesat de Marianao | 41° 21′ 03″ N, 2° 01′ 20″ E / 41.350755°N,2.022209°E                |           | Marianao (el Prat de Llobregat) | Modifica les dades a Wikidata |

## parc
| imatge | Nom                          | Ubicat a              | instància de | Detalls                        | coordenades                                                                           | Protecció                                  | Commons (més fotos)                                  | Dades a WD                    |
| ------ | ---------------------------- | --------------------- | ------------ | ------------------------------ | ------------------------------------------------------------------------------------- | ------------------------------------------ | ---------------------------------------------------- | ----------------------------- |
|        | Parc Marianao                | Sant Boi de Llobregat | parc         | Estil: arquitectura modernista | 41° 21′ 11″ N, 2° 01′ 23″ E / 41.353055555556°N,2.0230555555556°E                     | bé integrant del patrimoni cultural català | Parc Marianao                                        | Modifica les dades a Wikidata |
|        | Parc de la Muntanyeta        | Sant Boi de Llobregat | parc         | 1993 Superfície: 13.3ha        | 41° 20′ 34″ N, 2° 02′ 00″ E / 41.34266389°N,2.03339444°E ca:Muntanyeta / Baldiri Aleu |                                            | Parc de la Muntanyeta                                | Modifica les dades a Wikidata |
|        | Parc municipal Torre del Sol | Sant Boi de Llobregat | parc         | Estil: noucentisme             | 41° 20′ 45″ N, 2° 02′ 34″ E / 41.34588°N,2.04264°E                                    | bé integrant del patrimoni cultural català | Parc municipal Torre del Sol (Sant Boi de Llobregat) | Modifica les dades a Wikidata |

## polígon industrial
| imatge | Nom                                              | Ubicat a              | instància de       | Detalls | coordenades                                                         | Protecció | Commons (més fotos)               | Dades a WD                    |
| ------ | ------------------------------------------------ | --------------------- | ------------------ | ------- | ------------------------------------------------------------------- | --------- | --------------------------------- | ----------------------------- |
|        | Polígon industrial Abat Oliba                    | Sant Boi de Llobregat | polígon industrial |         | 41° 19′ 51″ N, 2° 01′ 54″ E / 41.3307986077574°N,2.031801601237°E   |           |                                   | Modifica les dades a Wikidata |
|        | Polígon industrial El Bullidor - El Fonollar Sud | Sant Boi de Llobregat | polígon industrial |         | 41° 19′ 46″ N, 2° 02′ 36″ E / 41.3294716124171°N,2.04330507981275°E |           |                                   | Modifica les dades a Wikidata |
|        | Polígon industrial El Fonollar Nord              | Sant Boi de Llobregat | polígon industrial |         | 41° 19′ 52″ N, 2° 02′ 16″ E / 41.3311555306294°N,2.03784310866722°E |           |                                   | Modifica les dades a Wikidata |
|        | Polígon industrial Les Salines                   | Sant Boi de Llobregat | polígon industrial |         | 41° 20′ 06″ N, 2° 02′ 55″ E / 41.3350640705068°N,2.04858920508871°E |           |                                   | Modifica les dades a Wikidata |
|        | Polígon industrial Sales                         | Sant Boi de Llobregat | polígon industrial |         | 41° 19′ 37″ N, 2° 02′ 07″ E / 41.3270077721391°N,2.03517966555125°E |           |                                   | Modifica les dades a Wikidata |
|        | Prologis Park Sant Boi                           | Sant Boi de Llobregat | polígon industrial |         | 41° 19′ 26″ N, 2° 02′ 25″ E / 41.3239076704247°N,2.0403873052057°E  |           |                                   | Modifica les dades a Wikidata |
|        | Sector comercial Alcampo                         | Sant Boi de Llobregat | polígon industrial |         | 41° 19′ 49″ N, 2° 03′ 05″ E / 41.330303332376°N,2.05128748306716°E  |           |                                   | Modifica les dades a Wikidata |
|        | recinte industrial de la Colònia Güell           | Sant Boi de Llobregat | polígon industrial |         | 41° 21′ 40″ N, 2° 01′ 52″ E / 41.3611472801412°N,2.03100517691667°E |           | Industrial complex, Colònia Güell | Modifica les dades a Wikidata |

## pont
| imatge | Nom                                               | Ubicat a                                    | instància de         | Detalls                                             | coordenades                                                          | Protecció | Commons (més fotos) | Dades a WD                    |
| ------ | ------------------------------------------------- | ------------------------------------------- | -------------------- | --------------------------------------------------- | -------------------------------------------------------------------- | --------- | ------------------- | ----------------------------- |
|        | Pont de Sant Boi                                  | Cornellà de Llobregat Sant Boi de Llobregat | pont                 | Travessa: Llobregat Hi passa: C-245                 | 41° 20′ 50″ N, 2° 03′ 06″ E / 41.3473387053836°N,2.05154225236525°E  |           |                     | Modifica les dades a Wikidata |
|        | pont dels Ferrocarrils Catalans a Sant Joan Despí | Sant Joan Despí Sant Boi de Llobregat       | pont pont ferroviari | Travessa: Llobregat Hi passa: Línia Llobregat-Anoia | 41° 20′ 55″ N, 2° 02′ 48″ E / 41.34862102076891°N,2.04671859741211°E |           |                     | Modifica les dades a Wikidata |

## quadra
| imatge | Nom                         | Ubicat a              | instància de                           | Detalls | coordenades                                           | Protecció | Commons (més fotos) | Dades a WD                    |
| ------ | --------------------------- | --------------------- | -------------------------------------- | ------- | ----------------------------------------------------- | --------- | ------------------- | ----------------------------- |
|        | Quadra de Benviure          | Sant Boi de Llobregat | quadra ens local històric de Catalunya |         | 41° 20′ 37″ N, 2° 01′ 01″ E / 41.343558°N,2.017078°E  |           |                     | Modifica les dades a Wikidata |
|        | Quadra de Fonollar          | Sant Boi de Llobregat | quadra ens local històric de Catalunya |         | 41° 19′ 59″ N, 2° 02′ 04″ E / 41.333099°N,2.034439°E  |           |                     | Modifica les dades a Wikidata |
|        | Quadra de la Pobla Arlovina | Sant Boi de Llobregat | quadra ens local històric de Catalunya |         | 41° 20′ 48″ N, 2° 02′ 33″ E / 41.346779°N,2.0423824°E |           |                     | Modifica les dades a Wikidata |
|        | el Llor                     | Sant Boi de Llobregat | quadra ens local històric de Catalunya |         | 41° 21′ 09″ N, 2° 00′ 46″ E / 41.352523°N,2.012731°E  |           |                     | Modifica les dades a Wikidata |

## torre de defensa
| imatge | Nom                | Ubicat a              | instància de     | Detalls                      | coordenades                                                        | Protecció                                            | Commons (més fotos)                        | Dades a WD                    |
| ------ | ------------------ | --------------------- | ---------------- | ---------------------------- | ------------------------------------------------------------------ | ---------------------------------------------------- | ------------------------------------------ | ----------------------------- |
|        | Torre de Benviure  | Sant Boi de Llobregat | torre de defensa | Estil: arquitectura romànica | 41° 20′ 37″ N, 2° 01′ 01″ E / 41.343558°N,2.017078°E ca:Can Paulet | bé d'interès cultural bé cultural d'interès nacional | Torre de Benviure                          | Modifica les dades a Wikidata |
|        | Torre de Llor      | Sant Boi de Llobregat | torre de defensa |                              | 41° 21′ 13″ N, 2° 00′ 50″ E / 41.353667°N,2.013911°E               | bé d'interès cultural bé cultural d'interès nacional | Torre de Llor (Sant Boi de Llobregat)      | Modifica les dades a Wikidata |
|        | Torre del Fonollar | Sant Boi de Llobregat | torre de defensa |                              | 41° 19′ 59″ N, 2° 02′ 04″ E / 41.333099°N,2.034439°E               | bé d'interès cultural bé cultural d'interès nacional | Torre del Fonollar (Sant Boi de Llobregat) | Modifica les dades a Wikidata |

## zona humida
| imatge | Nom                  | Ubicat a                                              | instància de | Detalls              | coordenades                                                             | Protecció | Commons (més fotos)                              | Dades a WD                    |
| ------ | -------------------- | ----------------------------------------------------- | ------------ | -------------------- | ----------------------------------------------------------------------- | --------- | ------------------------------------------------ | ----------------------------- |
|        | El Remolar-Filipines | Viladecans el Prat de Llobregat Sant Boi de Llobregat | zona humida  | Superfície: 123.85ha | 41° 17′ 02″ N, 2° 03′ 54″ E / 41.284°N,2.065°E delta del Llobregat      |           | El Remolar - Filipines i la platja de Viladecans | Modifica les dades a Wikidata |
|        | basses de Can Dimoni | Sant Boi de Llobregat                                 | zona humida  |                      | 41° 18′ 36″ N, 2° 02′ 50″ E / 41.31005°N,2.047148°E delta del Llobregat |           | Les basses de Can Dimoni                         | Modifica les dades a Wikidata |

## Misc
| imatge | Nom                                | Ubicat a                                                                                        | instància de                                                                   | Detalls | coordenades | Protecció                                            | Commons (més fotos)                         | Dades a WD                    |
| ------ | ---------------------------------- | ----------------------------------------------------------------------------------------------- | ------------------------------------------------------------------------------ | --- | --- | ---------------------------------------------------- | ------------------------------------------- | ----------------------------- |
|        | Biblioteca Jordi Rubió i Balaguer  | Sant Boi de Llobregat                                                                           | edifici públic                                                                 | | 41° 20′ 27″ N, 2° 02′ 08″ E / 41.34073638916016°N,2.0355119705200195°E ca:Baldiri Aleu, 6-8 (Parc de la Muntanyeta) |                                                      |                                             | Modifica les dades a Wikidata |
|        | Castell de Sant Boi                | Sant Boi de Llobregat                                                                           | castell                                                                        | | 41° 20′ 42″ N, 2° 02′ 39″ E / 41.345074°N,2.044262°E ca:Castell                                                     | bé d'interès cultural bé cultural d'interès nacional | Castell de Sant Boi (Sant Boi de Llobregat) | Modifica les dades a Wikidata |
|        | Cementiri municipal                | Sant Boi de Llobregat                                                                           | cementiri                                                                      | | 41° 21′ 13″ N, 2° 01′ 50″ E / 41.3536262512207°N,2.030489921569824°E ca:Plaça d'Emili Sagrera, 2                    |                                                      |                                             | Modifica les dades a Wikidata |
|        | Corral Corderes                    | Sant Boi de Llobregat                                                                           | corral                                                                         | | 41° 19′ 20″ N, 2° 03′ 29″ E / 41.3222791653908°N,2.05805923055606°E                                                 |                                                      | Corral Corderes                             | Modifica les dades a Wikidata |
|        | Jutjats                            | Sant Boi de Llobregat                                                                           | edifici administratiu                                                          | | 41° 20′ 57″ N, 2° 02′ 24″ E / 41.34917068481445°N,2.0401039123535156°E ca:Carles Martí-Vila, 2-4                    |                                                      |                                             | Modifica les dades a Wikidata |
|        | Llobregat                          | Catalunya província de Barcelona Catalunya Central Àmbit Metropolità de Barcelona               | riu                                                                            | Desemboca: mar Mediterrània Llarg: 175km Conca: 4948.3km²                                                                                                  | 42° 16′ 57″ N, 2° 00′ 46″ E / 42.282412°N,2.012826°E 41° 18′ 08″ N, 2° 07′ 55″ E / 41.302248°N,2.131948°E           |                                                      | Llobregat                                   | Modifica les dades a Wikidata |
|        | Montbaig                           | Sant Boi de Llobregat Viladecans Sant Climent de Llobregat                                      | muntanya                                                                       | | 41° 20′ 16″ N, 2° 00′ 40″ E / 41.3377752491°N,2.01117775092°E 295 msnm                                              |                                                      | Montbaig                                    | Modifica les dades a Wikidata |
|        | Mosaic terra de la plaça Catalunya | Sant Boi de Llobregat                                                                           | mosaic                                                                         | | 41° 20′ 26″ N, 2° 02′ 30″ E / 41.34049°N,2.04157°E                                                                  | bé integrant del patrimoni cultural català           | Mosaic terra de la plaça Catalunya          | Modifica les dades a Wikidata |
|        | Parc de Marianao                   | Sant Boi de Llobregat                                                                           | jardí públic                                                                   | Estil: Romanticisme | 41° 21′ 08″ N, 2° 01′ 25″ E / 41.35230255126953°N,2.02349591255188°E ca:Tarongers                                   |                                                      |                                             | Modifica les dades a Wikidata |
|        | Passarel·la de Cornellà            | Sant Boi de Llobregat Cornellà de Llobregat                                                     | pont per a bicicletes i vianants                                               | 2006 Travessa: Llobregat Ramal de mercaderies de Can Tunis Línia Barcelona El Port-Sant Boi Hi passa: EuroVelo 8 - Ruta mediterrània Llarg: 495m Llum: 40m | 41° 20′ 44″ N, 2° 04′ 06″ E / 41.345661°N,2.068354°E                                                                |                                                      | Passarel·la de Cornellà                     | Modifica les dades a Wikidata |
|        | Sant Boi de Llobregat              | Sant Boi de Llobregat                                                                           | entitat singular de població capital municipal ens local històric de Catalunya | 84588 hab | 41° 20′ 37″ N, 2° 02′ 12″ E / 41.34357°N,2.03659°E 32 msnm                                                          |                                                      |                                             | Modifica les dades a Wikidata |
|        | Viaducte de Sant Boi de Llobregat  | Sant Boi de Llobregat Cornellà de Llobregat                                                     | viaducte d'una línia ferroviària d'alta velocitat                              | Travessa: Llobregat C-245 Hi passa: LAV Madrid - Saragossa - Barcelona - Frontera Francesa Llarg: 870m Ample: 17m Alt: 12m                                 | 41° 20′ 59″ N, 2° 03′ 14″ E / 41.349754°N,2.054°E Sant Boi de Llobregat                                             |                                                      | Viaducte de Sant Boi de Llobregat           | Modifica les dades a Wikidata |
|        | canal de la Dreta del Llobregat    | Baix Llobregat                                                                                  | canal canal de reg                                                             | Desemboca: mar Mediterrània | 41° 18′ 25″ N, 2° 06′ 48″ E / 41.30705222914242°N,2.1132159233093266°E                                              |                                                      | Canal de la Dreta del Llobregat             | Modifica les dades a Wikidata |
|        | casa de la Vila                    | Sant Boi de Llobregat                                                                           | casa consistorial                                                              | Estil: arquitectura eclèctica | 41° 20′ 52″ N, 2° 02′ 36″ E / 41.347649°N,2.043222°E ca:Plaça de l'Ajuntament                                       | bé integrant del patrimoni cultural català           | Casa de la Vila (Sant Boi de Llobregat)     | Modifica les dades a Wikidata |
|        | conjunt urbà del nucli antic       | Sant Boi de Llobregat                                                                           | conjunt urbà                                                                   | | 41° 20′ 48″ N, 2° 02′ 31″ E / 41.3467°N,2.04196°E                                                                   | bé cultural d'interès local                          |                                             | Modifica les dades a Wikidata |
|        | creu de Can Cartró                 | Santa Coloma de Cervelló Sant Boi de Llobregat Sant Climent de Llobregat Torrelles de Llobregat | creu monumental                                                                | | 41° 21′ 23″ N, 1° 59′ 54″ E / 41.356333°N,1.998394°E                                                                |                                                      |                                             | Modifica les dades a Wikidata |
|        | font de Golbes                     | Sant Boi de Llobregat                                                                           | font                                                                           | | 41° 20′ 29″ N, 2° 00′ 47″ E / 41.341280555556°N,2.0131777777778°E Montbaig 125 msnm                                 |                                                      | Font de Golbes                              | Modifica les dades a Wikidata |
|        | termes romanes de Sant Boi         | Sant Boi de Llobregat                                                                           | termes romanes jaciment arqueològic estructura romana                          | | 41° 20′ 50″ N, 2° 02′ 47″ E / 41.347361111111°N,2.0464722222222°E ca:Hospital / Maria Girona                        | bé cultural d'interès nacional                       | Termes romanes de Sant Boi de Llobregat     | Modifica les dades a Wikidata |